# Harbo landskommun
Harbo landskommun var en tidigare kommun i Västmanlands län. 

## Administrativ historik
När 1862 års kommunalförordningar började gälla inrättades över hela landet cirka 2 400 landskommuner, de flesta bestående av en socken. Därutöver fanns 89 städer och 8 köpingar, som då blev egna kommuner. Denna kommun bildades då i Harbo socken i Våla härad i Uppland.
Vid kommunreformen 1952 uppgick Harbo kommun i Östervåla landskommun. 1971 uppgick Östervåla kommun i Heby kommun.

## Politik

### Mandatfördelning i valen 1942-1946
| 6 | 14 |

| 20 |

| 7 | 2 | 11 |

| 20 |

### Ordförande i Harbo kommuns kommunalstämma
- Olof Forsell 1862
- Gustaf Kastengren 1863–1871
- D. J. Göthe 1872
- C. A. Öhrn 1873–1883
- Johan Petter Martinelle, 1883–98
- J. Höijer 1899–1905
- Per Persson i Holm 1906–1912
- Petrus Eriksson i Stalbo 1901–1908
- Per Erik Andersson i Holm 1920–1947
- Anders Persson i Holm 1948–1951

### Ordförande i Harbo kommuns kommunalnämnd
- N. A. Drakenberg i Hässelby 1862–1869
- A. G. Sandberg i Brattberg 1870–1872
- L. G. Andersson i Svina 1873–1876
- Anders Eriksson i Bogärde 1877–1888
- Erik Persson i Stalbo 1889–1892
- Per Persson i Holm 1893–1896
- Gustaf Pettersson i Floberga 1897–1900
- Petrus Eriksson i Björka 1901–1909
- Per Erik Andersson i Holm 1909–1912
- Gustaf Bergman i Marbäck 1913–1920
- Konrad Gustafsson i Floberga 1921–1942
- Fritjof Pettersson i Hässelby 1943–1947
- Elis Larsson i Gransätra 1948–1951